# ناثان وليامز (موسيقي)
ناثان وليامز (بالإنجليزية: Nathan Williams)‏ هو موسيقي أمريكي، ولد في 24 مارس 1963 في سانت مارتنفيل في الولايات المتحدة.

## وصلات خارجية
- ناثان وليامز على موقع ميوزك برينز (الإنجليزية)
- ناثان وليامز على موقع أول ميوزيك (الإنجليزية)
- ناثان وليامز على موقع ديسكوغز (الإنجليزية)